# اندیس تختان۵
تختان۵ یک اندیس غیرفلزی است که در حوالی شهر کبیرکوه استان ایلام قرار دارد و مادهٔ معدنی موجود در آن، بیتومن است.سنگ میزبان این اندیس آهک است  